# Blaž Medvešek
Blaž Medvešek (Maribor, Yugoslavia, 10 de julio de 1980) es un deportista esloveno que compitió en natación, especialista en el estilo espalda.
Ganó una medalla de bronce en el Campeonato Mundial de Natación en Piscina Corta de 2002 y tres medallas en el Campeonato Europeo de Natación en Piscina Corta entre los años 2000 y 2004.
Participó en dos Juegos Olímpicos de Verano, en los años 2000 y 2004, ocupando el octavo lugar en Atenas 2004, en la prueba de 200 m espalda.

## Palmarés internacional
| Campeonato Mundial en Piscina Corta | Campeonato Mundial en Piscina Corta | Campeonato Mundial en Piscina Corta | Campeonato Mundial en Piscina Corta |
| Año                                 | Lugar                               | Medalla                             | Prueba                              |
| ----------------------------------- | ----------------------------------- | ----------------------------------- | ----------------------------------- |
| 2002                                | Moscú (Rusia)                       | Medalla de bronce                   | 200 m espalda                       |
| Campeonato Europeo en Piscina Corta |                                     |                                     |                                     |
| Año                                 | Lugar                               | Medalla                             | Prueba                              |
| 2000                                | Valencia (España)                   | Medalla de bronce                   | 200 m espalda                       |
| 2003                                | Dublín (Irlanda)                    | Medalla de oro                      | 200 m espalda                       |
| 2004                                | Viena (Austria)                     | Medalla de plata                    | 200 m espalda                       |